# 2022年世界水泳選手権ネパール選手団
2022年世界水泳選手権ネパール選手団は、2022年6月18日から7月3日までハンガリーのブダペストで開催された第19回世界水泳選手権のネパール選手団、およびその競技結果。

## 選手団
- 人員: 選手 2人

## 選手名簿・結果
| ナシル・フセイン | 男子200m自由形       | 2分00秒99 | 57位 | 予選敗退 | 予選敗退 | 予選敗退 | 予選敗退 | 予選敗退 | 予選敗退 |
| ナシル・フセイン | 男子200m個人メドレー | 2分20秒43 | 42位 | 予選敗退 | 予選敗退 | 予選敗退 | 予選敗退 |          |          |
| ドゥアナ・ラマ   | 女子50m平泳ぎ        | 36秒30    | 49位 | 予選敗退 | 予選敗退 | 予選敗退 | 予選敗退 |          |          |
| ドゥアナ・ラマ   | 女子100m平泳ぎ       | 1分17秒58 | 46位 | 予選敗退 | 予選敗退 | 予選敗退 | 予選敗退 | 予選敗退 | 予選敗退 |